# JWH-359
JWH-359，分子式C24H36O2，是一种人工合成的二苯并吡喃型JWH系列大麻素，由约翰·威廉·霍夫曼合成，其苯环上1号位羟基形成了甲醚，侧链上带有偕二甲基和一个手性甲基。